# كيني ديفيدسون
كيني ديفيدسون (بالإنجليزية: Kenny Davidson)‏ هو لاعب كرة قدم أمريكية أمريكي، ولد في 17 أغسطس 1967 في شريفبورت في الولايات المتحدة.

## وصلات خارجية
- كيني ديفيدسون على موقع مرجع كرة القدم المحترفة.كوم (الإنجليزية)